# 프란츠 마르크
프란츠 마르크(독일어: Franz Marc, 1880년 2월 8일~1916년 3월 4일)는 독일의 남성 화가이자 판화가다.

## 주요 작품

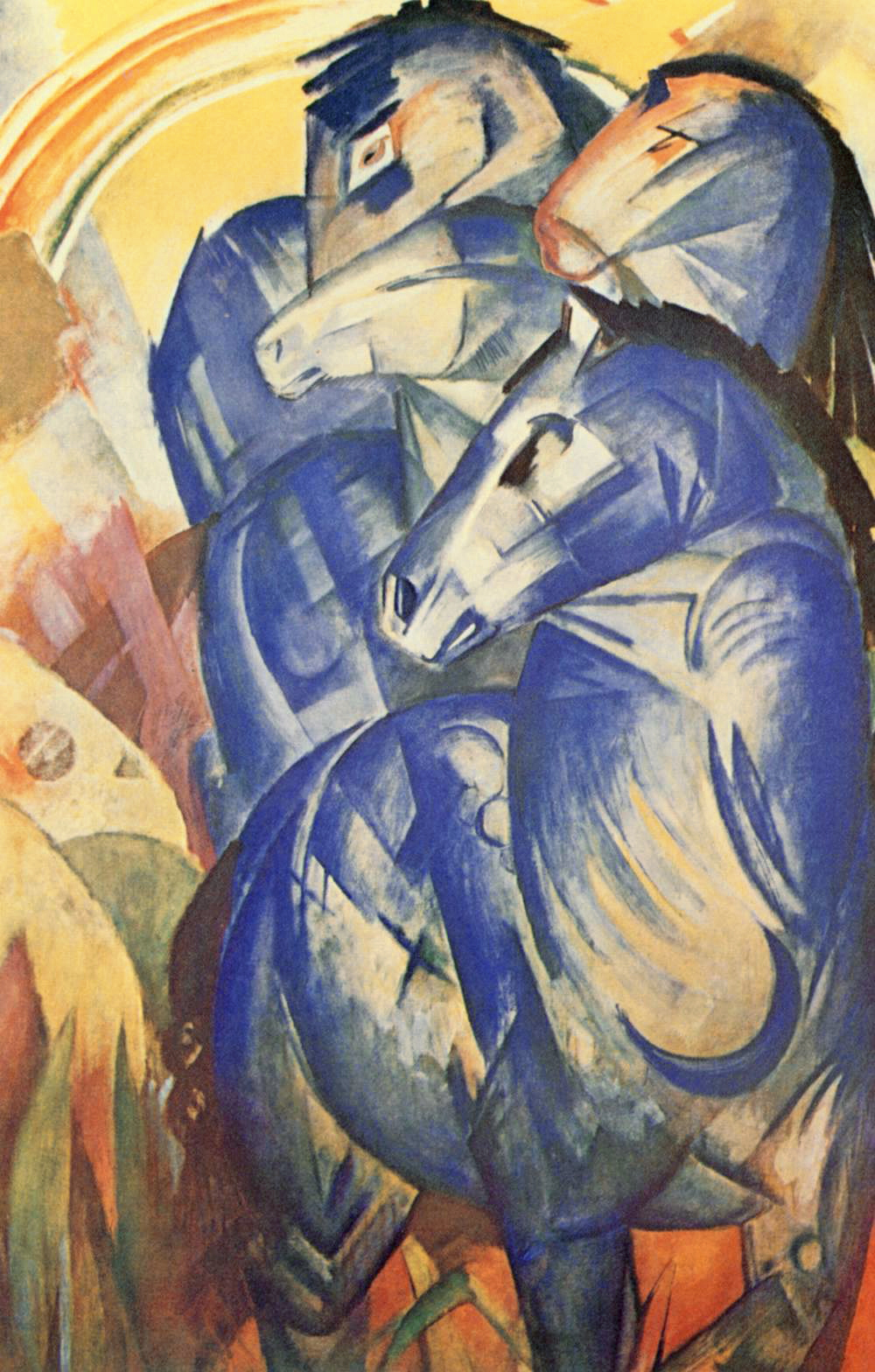
The Tower of Blue Horses
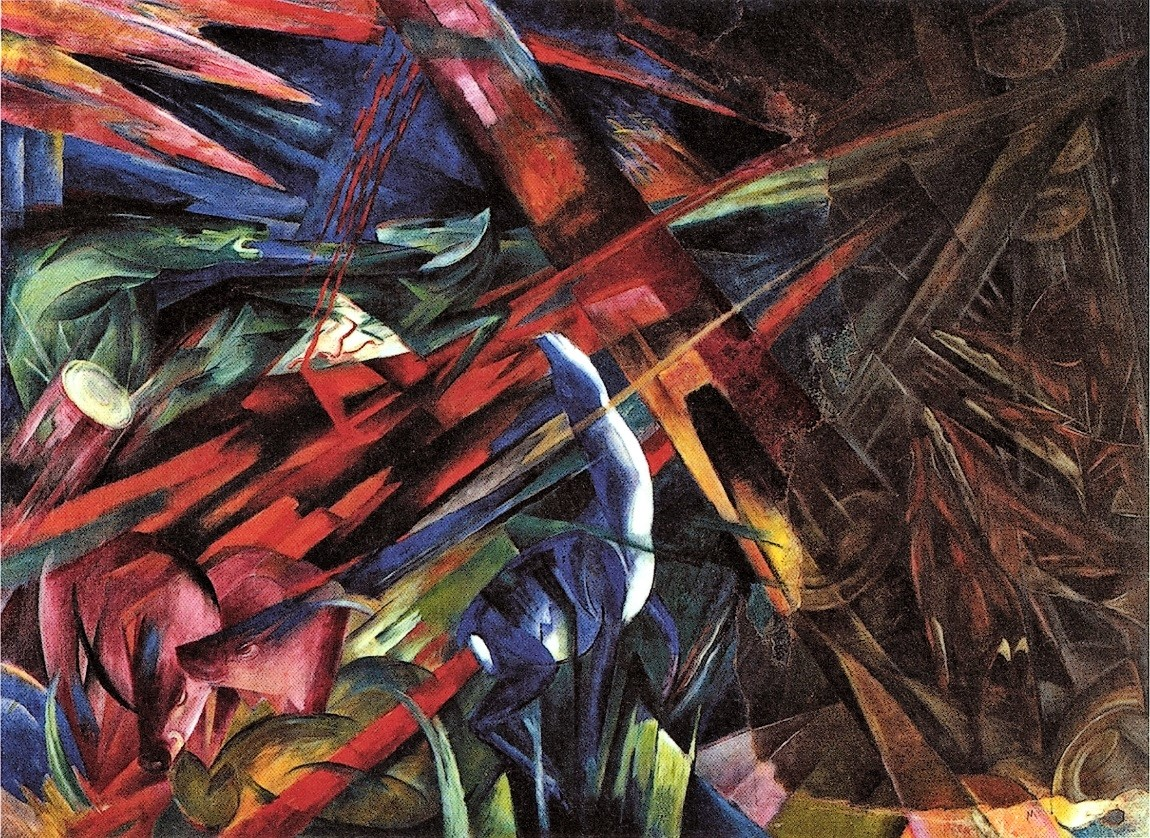
The fate of the animals
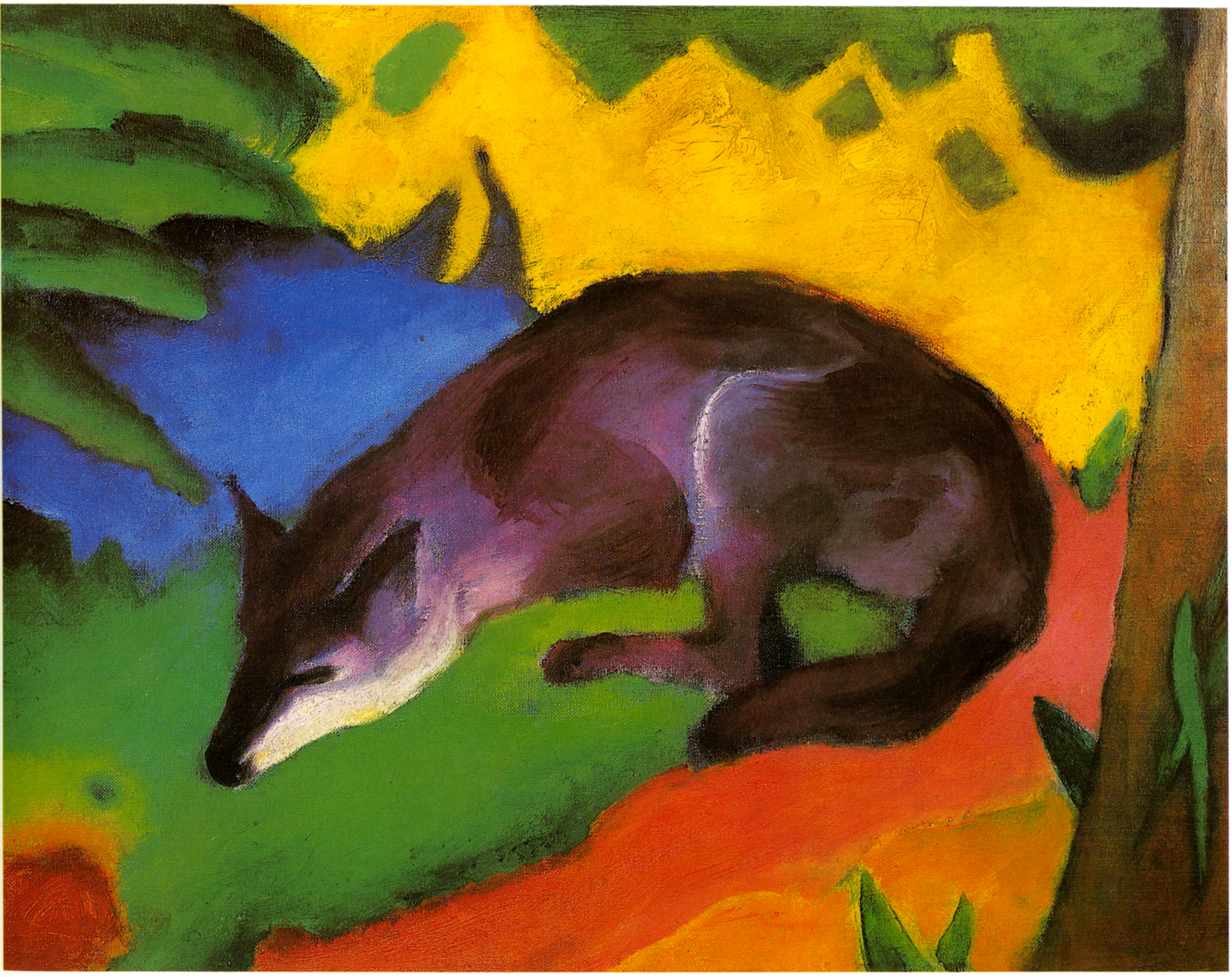
Blue-Black Fox
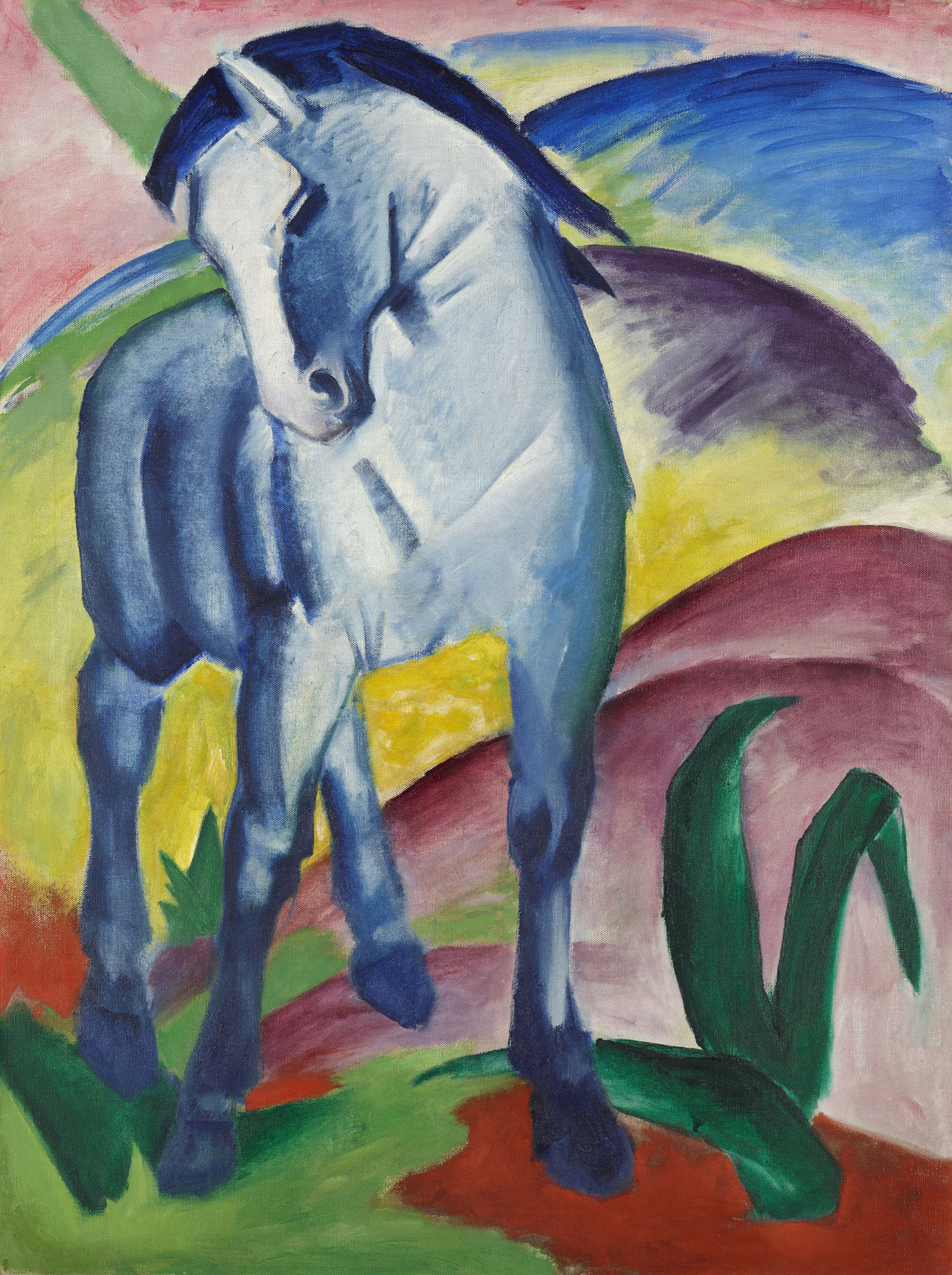
Blue Horse I